# Кереньово
Кереньо́во (рос. Керенёво, башк. Керән) — село (у минулому присілок) у складі Кушнаренковського району Башкортостану, Росія. Входить до складу Ахметовської сільської ради.
Населення — 40 осіб (2010; 43 у 2002).
Національний склад:
- росіяни — 84 %